# Hialeah Gardens
Hialeah Gardens är en stad (city) i Miami-Dade County, i delstaten Florida, USA. Enligt United States Census Bureau har staden en folkmängd på 22 257 invånare (2011) och en landarea på 8,4 km².